# It's Your Turn To Be
It's Your Turn To Be es un EP de la banda de heavy metal peruana Slither. El álbum cuenta con 4 canciones que fueron grabadas en 2018 como demo para su primer álbum de estudio Madness On The Road.

## Lista de temas[1]
Todas las letras/Música están compuestas por Alex Bindels. 
1. "This is War" - 2:48
2. "Hills on Fire" - 3:25
3. "Smother" - 4:32
4. "Mettā" - 5:26

## Personal
- Alex Bindels - Voz
- Luis Saenz - Guitarra líder
- Cristhian Jara - Guitarra rítmica
- José María ''Chema'' Franco - Bajo eléctrico
- Alfredo ''Sic'' Norabuena - Batería